# Апатании
Апатании (лат. Apataniidae) — семейство ручейников подотряда Integripalpia.

## Распространение
Голарктика. В России 7 родов и около 40 видов.

## Описание
Мелкого и среднего размера ручейники, крылья имеют размах до 25 мм.

## Биология
Личинки живут на дне водоёмов разного типа (озёра, родники, выходы грунтовых вод). Представители семейства Baicalina reducta и Thamastes dipterus, живущие в озере Байкал, утратили способность к полету и на стадии имаго передвигаются по поверхностной пленке воды.

## Систематика
Около 80 видов, 2 подсемейства и около 20 родов.
- Подсемейство Apataniinae
  - Apataniini
    - Apatania
    - Apataniana
    - Apatidelia

  - Baicalinini Martynov, 1914
    - Baicalina
    - Protobaicalina Ivanov & Menshutkina, 1996

  - Thamastini Schmid, 1953
    - Baicalinella
    - Baicaloides
    - Pseudoradema
    - Radema
    - Thamastes

  - Incertae Sedis
    - Proradema
    - Talgara
- Подсемейство Moropsychinae Schmid, 1953
  - Moropsyche
  - Notania
- Incertae Sedis
  - Allomyia
  - Manophylax
  - Moselyana
  - Pedomoecus